# Klebanî, Jovkva
Klebanî (în ucraineană Клебани) este un sat în comuna Potelîci din raionul Jovkva, regiunea Liov, Ucraina.

## Demografie
Componența lingvistică a localității Klebanî
     Ucraineană (100%)
Conform recensământului din 2001, toată populația localității Klebanî era vorbitoare de ucraineană (100%).